# Поступальский, Игорь Стефанович
Игорь Стефанович Поступальский (1907—1990) — советский писатель, переводчик, историк литературы, библиограф.

## Биография
Публиковал переводы и рецензии с конца 1920-х годов.
В 1930-х входил в «антисоветскую» группу писателей вместе с Владимиром Нарбутом и Павлом Карабаном (Шлейманом). Секретно-политический отдел ГУГБ НКВД СССР в спецсообщении приводил цитаты из их собраний. Одно из высказываний Поступальского на собрании 23 мая 1935 года, зафиксированное НКВД:
«История все разберет. Наши биографы раскопают все стихи, которые сейчас не печатают, как мы сейчас раскапываем жертвы царской цензуры. Я в этом не сомневаюсь. Настоящие вещи не исчезнут. А пузыри, хотя бы и красные, всегда лопаются».
В 1937 году арестован по обвинению в создании украинской националистической организации. Отбывал срок в Колымских лагерях, освобождён после войны.

## Творчество
Переводил с латыни (Гораций), украинского (М. Бажан, М. Доленго, М. Зеров, М. Рыльский, М. Семенко, В. Сосюра, П. Тычина, П. Филипович), белорусского (М. Богданович), армянского (Е. Чаренц), французского (Ш. Леконт де Лиль, А. Рембо, П. Валери, Рене Гиль), итальянского (Дж. Кардуччи), стихи Гумилёва — на польский. Писал оригинальные стихи на польском языке.
Был знаком с А. Ахматовой, О. Мандельштамом, Б. Лившицем, переписывался с А. Дейчем, С. Шервинским, К. Паустовским. Автор работ о творчестве В. Брюсова (1933), о творческом пути Д. Бурлюка (1930), В. Хлебникове (1930), воспоминаний о Мандельштаме.
В первой половине 1930-х и в 1960-х годах сотрудничал с журналом «Новый мир». В серии «Литературные памятники» издательства «Наука» подготовил (вместе с Н. И. Балашовым) издания Бодлера (1970), Эредиа (1973), Рембо (1982).
Похоронен на Ваганьковском кладбище.